# Sarmaságh Géza
Sarmaságh Géza (Nagybánya, 1852. november 5. – Nagybánya, 1911. április 5.)  magyar főgimnáziumi tanár, katolikus áldozópap.

## Élete
Sarmaságh Mihály városi alkapitány és Pohl Anna fia. A gimnázium négy alsó osztályát szülővárosában, a négy felsőt a szatmári királyi katolikus főgimnáziumban, a teológiát ugyanott végezte. 1875-ben katolikus áldozópappá szentelve, július 11-től augusztus 25-ig Beregszászban, augusztus 25-től október 5-ig Máramarosszigeten segédlelkész volt. Időközben 1875. október 5-én a szatmári királyi katolikus főgimnáziumhoz hívta meg püspöke, Schlauch, helyettes tanárnak; 1878. május 11-én tanári vizsgát tett Budapesten. 1881. november 15-én rendes tanárrá nevezték ki szintén Szatmárt, ahol a klasszika-filológiát és bölcseletet és rendkívüli tárgyként a román nyelvet tanította megszakítás nélkül, 1900-ig. A szatmári kereskedőtanonc-iskolában az olvasást, fogalmazást és szépírást tanította. A szatmár vármegyei Széchenyi-társulatnak és a szatmáregyházmegyei irodalmi körnek megalapításában élénk részt vett, mind a két egyesületnek kezdettől fogva titkára volt. 1896-ban a vallás- és közoktatásügyi miniszter támogatásával részt vett a középiskolai tanárok egyiptomi tanulmányútján. 1900-tól 1910-ig a nyitrai Katolikus Főgimnázium tanára volt.

## Újságcikkei
Cikkei a Magyar Államban (Hivő és kétkedő című első cikke, később könyvismertetések és alkalmi cikkek); a Szatmárban (1878. Tervszerű családi nevelés); 1879-től társadalmi és neveléstani cikkeket írt a szatmári lapokba, így a Szamosba (1879. A torna, mint az élettevékenység előmozdító eszköze stb.); a Magyar Koronába 1878. 2. sz. Egy kath. hang a jelen tanügyi reformmozgalomban, 1879. márcz. 21-23. Néhány szó tanügyünk érdekében, ápr. 8-10. A modern egyházellenes korszellem genesise, 255-257. A vallásellenes irány forrásai, 287-289. sz. A műveltség fogalma és meghatározása, nov. 21. A vallás uralma); a szatmári kir. kath. főgymnasium Értesítőjében (1879. Tacitustól van-e a neve alatt ismeretes «Dialogus de oratoribus?», 1890. A végczél a tanításban és nevelésben, 1894. A középiskolai tanítás egysége); a Bölcseleti Folyóiratban (több cikk); a Kőrössy László által kiadott Egyptom c. munkában (Egyptom és a Biblia); közel 600 vezércikket írt az általa szerkesztett és más lapokba; a Budapesti Hirlapnak 1884-ben levelezője volt.

## Művei
- Lacordaire H. Domokos egyházi beszédei. Ford. (Jézus Istensége.) Szatmár, 1880-81. Két kötet
- Szatmár vármegye népességi, nemzetiségi, vallásfelekezeti és culturális statisztikája. A szatmár-vármegyei «Széchenyi-társulat» megbízásából az 1880. évi népszámlálás adatai alapján összeállítva. Uo. 1881
- Száz tanács ezer bajra. A szülőknek és nevelőknek. Uo. 1885 (Különnyomat a szatmári főgymnasium Értesítőjéből, bővítve)
- A végczél a tanítás-nevelésben. Szatmár, 1891
- A jellemképzés a családban és iskolában. Uo. 1893
- Lehen, Útmutatás a lelki béke megszerzéséről és megőrzéséről. Ford. Uo. 1894
- A szatmári kir. kath. főgymnasium története. Uo. 1896
- A család, egyház, állam jogai és kötelességei a tanítás és nevelés terén. A budapesti kir. tud. egyetem hittani karától a Horváth-alapból 2000 korona díjjal jutalmazott pályamű. Nyitra, 1906. Két kötet (Ism. M. Állam 32. sz.)

Kéziratban: A vallásos és független moral. (A budapesti egyetem hittani karától a Horváth-féle 450 forint pályadíjjal jutalmazva.
Szerkesztette a Szatmár c. társadalmi, ismeretterjesztő és szépirodalmi hetilapot 1882. február 1-jétől 1883. május 1-jéig (amelynek vezércikkeit és egyéb komoly irányú cikkeit írta); a Szatmár és Vidéke c. ugyanazon irányú hetilapot 1884. június 23-tól, alapításától fogva 1889 végéig; a szatmáregyházmegyei irodalmi kör Értesítőjének I-VII. számát (1889, 1891, 1894–1898); megalapította és szerkesztette Buza Sándorral a Heti Szemle c. politikai és társadalmi lap I. és Báthory Edével az I. (1892) és V. (1896) évfolyamait, mind Szatmárt.

## Jegyei
S. G., -gh, , ***, ?, -a. (a Magyar Koronában 1878-79., a Szatmárban 1882-83. és a Szatmár és Vidékében 1884, stb. évf.-ban).